# Paul Söllner
Paul Söllner (født 5. juni 1911 i Davos, Schweiz, død 8. april 1991 i Murnau am Staffelsee) var en tysk roer og olympisk guldvinder.
Söllner var en del af den tyske firer med styrmand, der efter at have vundet det tyske mesterskab i 1936 stillede op ved OL 1936 i Berlin. Her vandt tyskerne deres indledende heat i ny olympisk rekordtid, og i finalen vandt de ligeledes sikkert, efter at den schweiziske båd havde ført første halvdel af løbet; Schweiz fik sølv og Frankrig bronze. Den tyske båds øvrige besætning var Walter Volle, Ernst Gaber, Hans Maier og styrmand Fritz Bauer.
Han gik ind i hæren i midten af 1930'erne og blev officer i 1937. Han var således en del af Wehrmacht under anden verdenskrig. I 1960'erne var han leder af den vesttyske hærs sportsskole i Sonthofen (1961-1967), og han var med i organisationskomiteen til OL 1972 i München.

## OL-medaljer
- 1936:  Guld i firer med styrmand